# فرودگاه استیجاری واشینگتن
فرودگاه واشینگتن اکسکیوتیو (به انگلیسی: Washington Executive Airport) (به زبان بومی: Hyde Field) یک فرودگاه همگانی است که یک باند فرود آسفالت دارد و طول باند آن ۹۱۴ متر است. این فرودگاه در کشور ایالات متحده آمریکا قرار دارد و در ارتفاع ۷۵٫۹ متری از سطح دریا واقع شده است.